# Gomes da Costa
Manuel de Oliveira Gomes da Costa (født 14. januar 1863 i Lissabon, død 17. december 1929 samme sted) var en portugisisk officer og politiker, der blev udnævnt som den 10. præsident i Portugal og den 2. præsident under militær diktaturet. Han var præsident mellem 19. juni 1926 og 9. juli 1926.